# ماتيو كارل
ماتيو كارل هو لاعب هوكي جليد كندي، ولد في 30 سبتمبر 1987 في غاتينو في كندا.

## وصلات خارجية
- ماتيو كارل على موقع دوري الهوكي الوطني (الإنجليزية)
- ماتيو كارل على موقع EliteProspects.com (الإنجليزية)
- ماتيو كارل على موقع HockeyDB.com (الإنجليزية)
- ماتيو كارل على موقع Hockey-Reference.com (الإنجليزية)